# ریشارد گاسکه
ریشارد گاسکه (به فرانسوی: Richard Gasquet) (زاده ۱۸ ژوئن ۱۹۸۶ - بزیه) تنیس‌باز اهل کشور فرانسه است.
وی قهرمان مسابقات تنیس آزاد فرانسه در بخش مختلط دو نفره در سال ۲۰۰۴ و برنده مدال برنز تنیس دو نفره در بازی‌های المپیک تابستانی ۲۰۱۲ بوده است، بهترین رتبه وی در رتبه‌بندی جهانی تنیس ۷ (۹ ژوئیه ۲۰۰۷) بوده است.